# Big Boss Man
Big Boss Man – utwór bluesowy napisany przez Luthera Dixona i Ala Smitha w 1960, pierwszym który go nagrał był Jimmy Reed. Utwór był hitem Reeda i został nagrany też przez Elvisa Presleya i B.B. King. „Big Boss Man” został po raz pierwszy wydany w albumie Found Love Jimmyego Reeda z 1960. W 1961 wydano singiel piosenki.

## Wersja Elvisa Presleya
10 września 1967, Elvis Presley nagrał swoją wersję. Singiel wydano w tym samym miesiącu.

## Wyróżnienia
W 1990, piosenka została włączona do the Blues Foundation Hall of Fame.